# F̃
F̃ (minúscula: f̃ ), o F con virgulilla, es un grafema utilizado en algunas obras lingüísticas como símbolo fonético, y empleado en la escritura del idioma babm. Es la letra F con tilde diacrítica .

## Uso
La tilde f ⟨f̃⟩ es utilizada por Margaret Mackeson Green en una gramática de igbo publicada en 1963, que representa una fricativa labio-dental sorda nasalizada; sin embargo, su nasalización no está indicada en la ortografía oficial .

## Representaciones por computadora
La tilde F se puede representar con los siguientes caracteres Unicode:
| formas   | cadenas de caracteres | puntos de codigo               | descripciones                             |
| -------- | --------------------- | ------------------------------ | ----------------------------------------- |
| capital  | F̃                     | <código>U+0046 U+0303</código> | letra mayúscula latina f tilde diacrítica |
| diminuto | f̃                     | <código>U+0066 U+0303</código> | letra latina minúscula f tilde diacrítica |